# Ulla-Britt Althin
Ulla-Britt Althin (* 19. Juni 1925; † 6. Oktober 2022) war eine schwedische Weitspringerin und Sprinterin.
Bei den Leichtathletik-Europameisterschaften 1946 in Oslo wurde sie Sechste im Weitsprung und Fünfte in der 4-mal-100-Meter-Staffel.
Fünfmal wurde sie Schwedische Meisterin im Weitsprung (19421946) und einmal über 100 m (1945). Ihre persönliche Bestleistung im Weitsprung von 5,47 m stellte sie am 22. August 1943 in Göteborg auf.